# 奥托四世 (神圣罗马帝国)
（不伦瑞克的）奥托四世（Otto IV von Braunschweig，1175年—1218年5月19日），罗马人民的国王（1198年－1218年在位），神圣罗马帝国皇帝（1209年加冕）。他是德国传统豪族韦尔夫家族中唯一成为皇帝的人。
奥托四世是萨克森公爵、巴伐利亞公爵狮子亨利之子。他的母亲是英格兰国王亨利二世的女儿玛蒂尔达，因而他是理查一世（狮心王）的外甥。生于法国的阿基坦，而在英国接受教育。在即位前，他是法国的普瓦图伯爵。
霍亨斯陶芬王朝的皇帝亨利六世死后，由于其子腓特烈太小，韦尔夫家族在科隆大主教和英王约翰的支持下把奥托四世选为国王，与亨利六世的弟弟士瓦本的菲利普相对抗。教皇英诺森三世先是为奥托四世加冕，后来又转为支持菲利普。1209年10月士瓦本的菲利普遇刺身亡后，奥托四世的王位才得到教皇和大部分德国诸侯的承认。
奥托四世起先对英诺森三世作出让步，因而英诺森三世在1209年为他进行了第二次加冕。但当奥托四世企图入侵教皇势力之下的西西里王国之后，英诺森三世便彻底与他决裂，并于1211年的纽伦堡会议上开除了他的教籍。英诺森三世把被他监护着的，霍亨斯陶芬王朝的继承人腓特烈立为罗马人民的国王。奥托四世并未屈服，但在1214年7月27日的布汶战役中，他与英格兰国王约翰的联军被法兰西国王腓力·奥古斯都击败。这一战不但结束了奥托四世的政权，并具有另一重大意义：神圣罗马帝国主宰欧洲的时代已经结束，法兰西王国成为最强大的基督教政权。
1215年，奥托四世派出代表参加教皇主持的拉特兰公会议，试图与英诺森三世妥协，作重获或政权的最后努力。无奈他已被英诺森三世彻底抛弃。从此他就放弃了对王位的争夺，退居韦尔夫家族的不伦瑞克领地。
| 奥托四世 (神圣罗马帝国) 韦尔夫家族 出生于：1175年逝世於：1218年5月19日 | 奥托四世 (神圣罗马帝国) 韦尔夫家族 出生于：1175年逝世於：1218年5月19日        | 奥托四世 (神圣罗马帝国) 韦尔夫家族 出生于：1175年逝世於：1218年5月19日 |
| 統治者頭銜                                                             | 統治者頭銜                                                                    | 統治者頭銜                                                             |
| ---------------------------------------------------------------------- | ----------------------------------------------------------------------------- | ---------------------------------------------------------------------- |
| 前任者： 亨利六世                                                      | 羅馬人民的國王 1198年—1209年 與競爭者士瓦本的菲利普同時在任 （1198年—1208年） | 繼任者： 腓特烈二世                                                    |
| 前任者： 亨利六世                                                      | 神聖羅馬皇帝 1209年—1215年 與敵對國王腓特烈二世同時在任 （1212年—1215年）     | 繼任者： 腓特烈二世                                                    |
| 前任者： 菲利普一世                                                    | 士瓦本公爵 1208年—1212年                                                      | 繼任者： 腓特烈七世                                                    |
| 法國貴族爵位                                                           |                                                                               |                                                                        |
| 前任者： 理查一世                                                      | 普瓦捷伯爵 1196年—1198年                                                      | 繼任者： 理查一世                                                      |